# Sielsowiet Cyryn
Sielsowiet Cyryn (biał. Цырынскі сельсавет, Cyrynski sielsawiet; ros. Циринский сельсовет) – sielsowiet na Białorusi, w obwodzie grodzieńskim, w rejonie korelickim, z siedzibą w Cyrynie.

## Demografia
Według spisu z 2009 sielsowiet Cyryn zamieszkiwało 1254 osób, w tym 1188 Białorusinów (94,74%), 25 Rosjan (1,99%), 24 Polaków (1,91%), 11 Ukraińców (0,88%), 3 osoby innych narodowości i 3 osoby, które nie podały żadnej narodowości.
Do 2019 liczba ludności spadła do 1020 osób. Największymi miejscowościami były wówczas Cyryn (496 mieszkańców) i Okanowicze (115 mieszkańców). Liczba ludności żadnej z pozostałych miejscowości nie przekraczała 81 osób.

## Geografia i transport
Sielsowiet geograficznie położony jest na Wysoczyźnie Nowogródzkiej, a historycznie na Nowogródczyznie, w południowej części rejonu korelickiego. Największą rzeką jest Serwecz.
Przez sielsowiet przebiegają jedynie drogi lokalne.

## Miejscowości
- agromiasteczko:
  - Cyryn
- wsie:
  - Boboniówka
  - Bykiewicze
  - Dorohowo
  - Kajszówki
  - Krasna
  - Mokrowo
  - Okanowicze
  - Olszany
  - Rukawczyce
  - Terajewicze
  - Wołoki
  - Zastodole